# کیکو هان
کیکو هان (انگلیسی: Keiko Han; ۵ آوریل ۱۹۵۳ – ) ستاره‌بین، صداپیشه، و بازیگر اهل ژاپن بود.